# 鯖瀬川
鯖瀬川（さばせがわ）は、徳島県海部郡海陽町を流れる二級河川である。

## 地理
海陽町浅川字川原田の水源から海陽町内を経て太平洋に注ぐ。流域には八坂寺（鯖大師本坊）や八坂八浜などの観光スポットがある。

## 流域の主な施設
- 八坂八浜
- JR牟岐線鯖瀬駅
- 八坂寺（鯖大師本坊）